# Concordia Nacional
Concordia Nacional es un grupo político uruguayo creado en 2008.
En sus orígenes el grupo estuvo encabezado por el Dr. Ignacio de Posadas, la Dra. Ana Lía Piñeyrúa y el Dr. Gonzalo Aguirre. La procedencia de sus militantes es de todos los sectores del Partido.
Este grupo político, fue creado para respaldar la precandidatura presidencial del Dr. Luis Alberto Lacalle en el Partido Nacional en las elecciones internas que se realizarán en junio de 2009.
El sector fue uno de los que funfó Unidad Nacional (UNA), sector que agrupa a todos los grupos políticos que apoyaron al Dr. Lacalle, entre ellos el Herrerismo y Correntada Wilsonista. Para las elecciones de octubre realizó un acuerdo con el Herrerismo, por lo que concurrirán en listas comunes en la mayoría de los departamentos. En Montevideo el acuerdo se presentó con la lista 71.
En mayo de 2013, Concordia Nacional liderado por la diputada Ana Lía Píñeyrúa e integrado entre otros referentes por el diputado Hernán Bonilla, el edil Felipe Paullier y el expresidente de la Cámara de Diputados Luis Ituño adhirió al sector Alianza Nacional y respaldó para las elecciones internas de 2014 la candidatura del Dr. Jorge Larrañaga.

## Ideas
Entre sus ideas, proclaman: "dar el gran paso para ubicar a Uruguay en la desafiante realidad del mundo de hoy, con audacia y espíritu innovador; luchar por una democracia vigorosa, eficiente, sin exclusiones, compasiva y comprometida con la dignidad de los uruguayos; despenalizar el trabajo, dar garantías reales al inversor y terminar con las políticas sectarias y dogmáticas, que han segregado y esterilizado los talentos y energías de tantos uruguayos, empujándolos -por miles- a huir de su propia patria; realizar el sueño del país que deja de ser chico, por la calidad de su educación, por su protección al más débil, por su espíritu de libertad, de tolerancia, de justicia y de defensa de los valores que dignifican la vida de las personas y que afirman la integridad de la familia."